# Реј Парк
Рејмонд „Реј” Парк (енгл. Raymond "Ray" Park; Глазгов, 23. августа 1974), шкотски је филмски и ТВ глумац, каскадер и мајстор борилачких вештина.
Прославио се улогама у филмовима Ратови звезда: Епизода I — Фантомска претња (1999) и Соло: Прича Ратова звезда (2018) као Дарт Мол, онда филмовима Икс-мен (2000), Џи Ај Џо: Успон Кобре (2009), Џи Ај Џо: Одмазда (2013), те серијама Ратови звезда: Ратови клонова (2008), Хероји (2009), Никита (2011), Оби-Ван Кеноби (2022), између осталих.